# Сражение при Шейново
Сражение при Шейново, также называемое Шипко-Шейновским сражением, — одно из завершающих сражений русско-турецкой войны 1877—1878 годов.

## История
Во время войны 1877 года Шейново вошло в район обширного укреплённого лагеря, устроенного турками в долине против Шипкинского перевала.
Когда в конце ноября 1877 года пала Плевна, главнокомандующий русской армией, пользуясь тем, что у него освободилось значительное число войска, решился безотлагательно, несмотря на наступившие холода, перейти Балканы и двинуться к Адрианополю и далее. К этому побуждало его и крайне тяжёлое положение уже находившихся в горах отрядов генералов Гурко и Радецкого. В распоряжении генерала Радецкого, занимавшего Шипкинский перевал, было, с прибытием подкреплений из-под Плевны, до 45 тысяч; однако, и при таких силах фронтальная атака турецких позиций против перевала являлась рискованной и по условиям местности, и по тактической обстановке. Поэтому решено было направить на турецкий укреплённый лагерь две обходные колонны: восточную (около 19 тысяч), под начальством князя Святополк-Мирского, через Тревненский перевал, и западную (16 тысяч), под начальством генерала Скобелева 2-го, через перевал Имитлийский. У самого Радецкого оставалось на Шипкинских позициях до 11 тысяч. Приготовления к зимнему походу через Балканы потребовали немало времени и окончены были лишь к 24 декабря.
В это время турецкими войсками, стоявшими против Радецкого, командовал Вессель-паша; значительнейшая часть его сил занимала укреплённый лагерь, другая расположена была на горах.
Утром 24 декабря колонна Святополк-Мирского выступила из окрестностей Тревны и Дренова. Несмотря на то, что вперёд выслано было около 2 тысяч болгар, для расчистки занесённой снегом дороги, движение через перевал оказалось настолько затруднительным, что полевую артиллерию пришлось вернуть в Тревну, и при колонне осталась одна горная батарея. 26 декабря, около 5 часов пополудни, колонна эта спустилась на южную сторону гор. Главные силы её: 19 батальонов, 5 казачьих сотен и 8 горных орудий собрались на позиции около деревни Гюсово.
Войска Скобелева 2-го выступили от деревни Топлиш вечером 24 декабря, и при движении через перевал встретили ещё большие трудности, чем западная колонна, так как приходилось пробиваться сквозь снежные завалы, доходившие местами до 2,16 м высоты. Полевую артиллерию и здесь оказалось невозможным провезти. Утром 26 декабря передовые войска колонны подошли к южному спуску с Балкан, но так как пришлось выбивать турецкие отряды, занимавшие господствовавшие над спуском высоты, то авангард (6 батальонов) лишь к вечеру успел спуститься к деревне Имитлия; главные силы в это время были ещё растянуты по всему перевалу.
Занимаемый турками укреплённый лагерь имел около 7,5 км в окружности и состоял из 14 редутов, с пехотными окопами впереди и между ними. Стратегическое значение принадлежало южному фронту лагеря, с потерей которого турки лишались своего пути отступления. Подступы к лагерю с востока и запада были одинаково невыгодны для атакующих, так как им приходилось наступать 2-3 версты по совершенно ровной и открытой местности.
Утром 27 декабря Святополк-Мирский повёл атаку на восточный фронт и к 1 часу дня овладел первой линией укреплений, но взять вторую линию ему не удалось. Его фланговый отряд беспрепятственно занял Казанлык и стал на путь отступления турок к Адрианополю.
Авангарду Скобелева 27 декабря снова пришлось сбивать турок с высот, откуда они своим огнём мешали движению остальных сил западной колонны. Хотя эти отряды и были отброшены, однако Скобелев, ввиду незначительности тех сил его, которые успели спуститься с гор в долину, не решился в этот день вести настоящую атаку и ограничился демонстрациями. Ранним утром 28 декабря турки перешли в наступление против войск восточной колонны. Все натиски их были не только отражены, но русским удалось овладеть деревней Шипкой и несколькими окопами. Дальнейшее развитие этого успеха оказалось невозможным, так как в это время (около 10 часов утра) со стороны Скобелева атака ещё не начиналась.

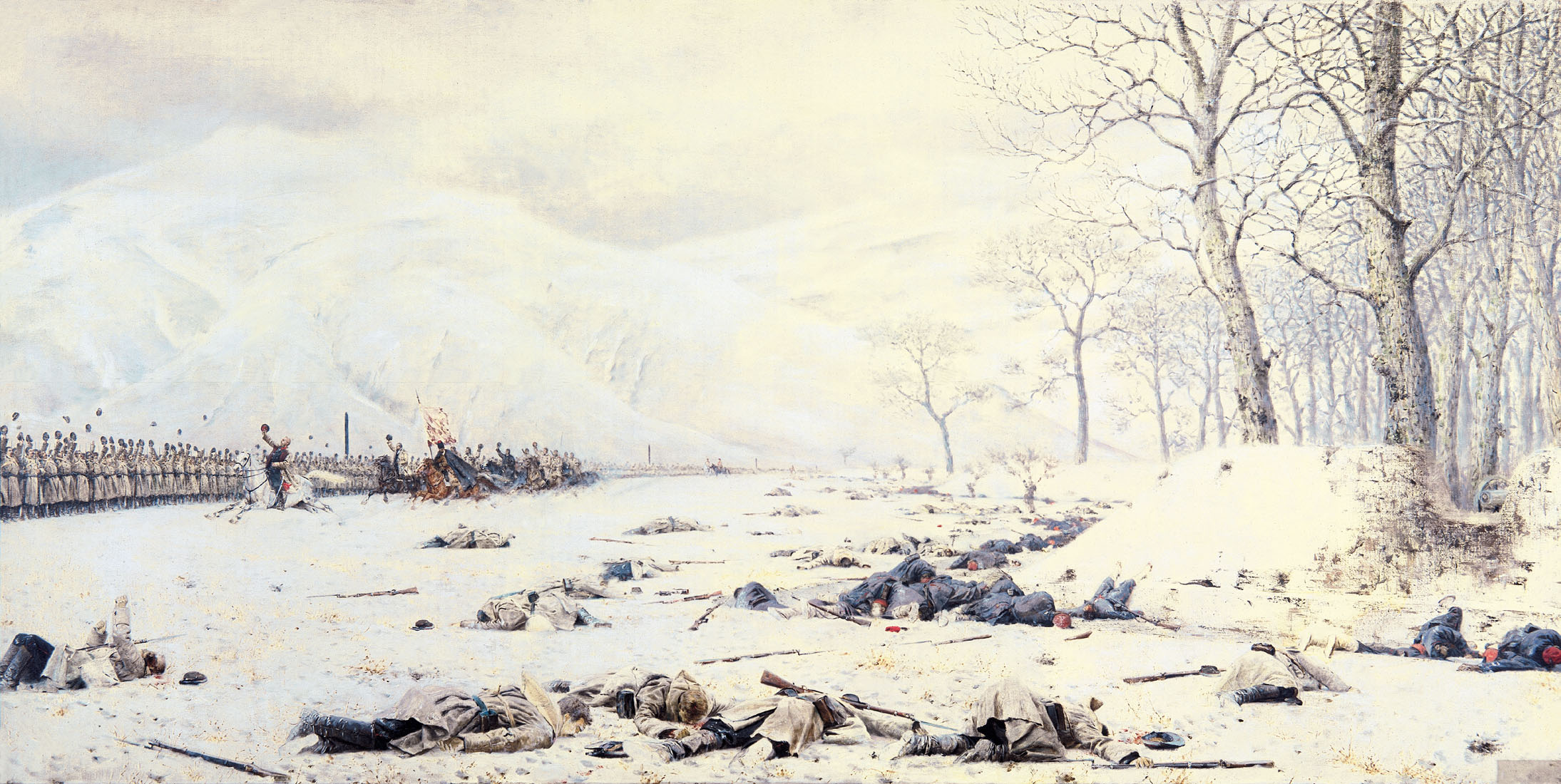
Шипка-Шейново. Скобелев под Шипкой (Верещагин В. В.)

Святополк-Мирский, понеся значительные потери и израсходовав большое количество боеприпасов, считал своё положение весьма трудным и послал донесение Радецкому. Последний, не видя за густым туманом, покрывавшим долину, начала наступления Скобелева, решился оттянуть на себя часть турецких сил лобовой атакой их позиции. Для этого назначено им было 7 батальонов. В 12 часов дня они спустились с горы св. Николая; но дальнейшее наступление по узкой и обледенелой дороге, под перекрестным артиллерийским и ружейным огнём противника, сопровождалось такими огромными потерями, что они, добравшись до первого ряда окопов, были вынуждены отступить.
Между тем, Скобелев в начале 11-го часа утра начал наступление, направляя главную атаку на юго-западный угол Шейновской рощи. После разных перипетий войска его овладели этой рощей и ворвались в середину укреплённого лагеря. В то же время колонна Святополк-Мирского возобновила атаку на восточный фланг. Около 3 часов пополудни Вессель-паша, убедившись в невозможности дальнейшего сопротивления, решился сдаться. Войскам его, находившимся в горах, тоже послано было приказание сложить оружие. Большой части турецкой конницы удалось, однако, спастись бегством.
Всего сдалось 43 табора, с 93 орудиями. С российской стороны выбыло из строя около 5700 человек. Победа под Шейново имела самые решительные последствия. С пленением армии Весселя-паши некому уже было прикрывать кратчайший путь к Адрианополю и Константинополю, что, в связи с поражением последних сил армии Сулеймана-паши, преследуемых войсками генерала Гурко, поставило Турцию в невозможность продолжать войну.